# 6e Infanteriedivisie (Wehrmacht)
De Duitse 6e Infanteriedivisie (Duits: 6. Infanterie-Division) was een Duitse infanteriedivisie tijdens de Tweede Wereldoorlog. De divisie werd opgericht op 15 oktober 1935.
De divisie werd op 26 augustus 1939 gemobiliseerd. In 1940 nam ze deel aan de aanval op Frankrijk. Vanaf 1941 vocht de eenheid vooral aan het oostfront, waar ze ook op 30 juni 1944 capituleerde. De divisie werd opnieuw opgericht op 25 juli van hetzelfde jaar en kreeg toen de naam 6. Grenadier-Division.

## Bevelhebbers
- General der Pioniere Walter Kuntze (15 mei 1935 - 1 maart 1938)
- Generalleutnant Arnold Freiherr von Biegeleben (1 maart 1938 - 14 oktober 1940)
- Generalleutnant Helge Auleb (14 oktober 1940 - 25 januari 1942)
- Generalleutnant Horst Grossmann (25 januari 1942 - 16 december 1943)
- Generalmajor Egon von Neindorff (16 december 1943 - 12 januari 1944)
- Oberst Alexander Conrady (12 januari 1944 - 19 januari 1944)
- Oberst Günther Klammt (19 januari 1944 - 1 mei 1944)
- Generalleutnant Walter Heyne (1 juni 1944 - 30 juni 1944)